# Galeus longirostris
Galeus longirostris е вид хрущялна риба от семейство Scyliorhinidae.

## Разпространение
Видът е разпространен в Япония (Бонински острови).